# Stanisław Kułakowski
Stanisław Kułakowski (ur. 1946) – polski lekarz kardiolog, doktor nauk medycznych.

## Życiorys
Urodził się w 1946. Studiował na Wydziale Lekarskim Akademii Medycznej w Lublinie, gdzie w 1970 otrzymał dyplom. Uzyskał specjalizację w dziedzinie kardiologii. Po studiach podjął pracę w szpitalu w Sanoku przy ul. Stanisława Konarskiego, od 1972 jako młodszy asystent na oddziale chorób wewnętrznych. W 1974 uzyskał specjalizację I stopnia w zakresie chorób wewnętrznych, a w 1977 specjalizację II stopnia. Od 1978 był zastępcą ordynatora oddziału wewnętrznego. Po uzyskaniu specjalizacji z zakresu kardiologii w 1981 objął posadę starszego asystenta w poradni kardiologicznej. Od 1 lipca 1995 do 2001 był ordynatorem II oddziału wewnętrznego (jako następca Stanisława Lewka). W 1997 otrzymał stopień doktora nauk medycznych. Przyczynił się do utworzenia w 2001 oddziału kardiologii, otwartego 22 lutego 2001 na bazie II oddziału wewnętrznego (2 czerwca 2000 nazwanego imieniem św. Andrzeja Boboli). Od tego czasu do 2012 sprawował stanowisko ordynatora tegoż oddziału kardiologii. Od 2004 do 2005 czynił starania zmierzające do otwarcia Wydziału Pielęgniarskiego w Państwowej Wyższej Szkole Zawodowej w Sanoku. Za jego wsparciem w 2010 utworzono przy sanockim szpitalu Podkarpackie Centrum Interwencji Sercowo-Naczyniowych. Za jego sprawą w 2011 przeniesiono także oddział kardiologii z budynku przy ul. Konarskiego do głównej siedziby Szpitala Specjalistycznego w Sanoku przy ul. 800-lecia. W 2012 przeszedł na emeryturę.
Był wybrany radnym Miejskiej Rady Narodowej (MRN) w Sanoku kadencji 1984-1988 oraz kolejnej – skróconej w latach 1988-1990, w obu przypadkach zasiadając w Komisji Zdrowia, Spraw Socjalnych i Ochrony Środowiska. W wyborach samorządowych w 1998 ubiegał się o mandat radnego Rady Powiatu Sanockiego startując z listy Przymierza Społecznego. Zaangażował się w organizację przedsięwzięć, wśród których były Sanockie Warsztaty Kardiologiczne, Spotkanie Kardiologiczne. W 2001 pełnił funkcję delegata na XVIII Europejski Kongres Kardiologii Nieinwazyjnej w Krakowie. Od 1990 do 2006 pod jego kierunkiem kształciło się 28 absolwentów medycyny, którzy następnie otrzymali specjalizację z zakresu chorób wewnętrznych i kardiologii. Autor artykułów i rozpraw naukowych w dziedzinie kardiologii. Członek branżowych Polskiego Towarzystwa Kardiologicznego, Polskiego Towarzystwa Lekarskiego, a także stowarzyszeń społecznych np. Towarzystwa Przyjaciół Sanoka i Ziemi Sanockiej. Został przewodniczącym powołanego 28 maja 2000 Katolickiego Stowarzyszenia Lekarzy Polski koło Ziemia Sanocka w Strachocinie.
Uchwałą Rady Miasta Sanoka z 26 września 2013 (na wcześniejszy wniosek radnego Jana Biegi) otrzymał tytuł honorowego obywatelstwa Sanoka za całokształt pracy zawodowej lekarza w szpitalu sanockim od 1970 do 2012, w tym od 2001 na stanowisku Ordynatora Oddziału Kardiologii, zaś uroczystość wręczenia tytułu odbyła się 24 października 2013.

## Odznaczenia
- Srebrny Krzyż Zasługi (1989)[13][2][3]
- Odznaka honorowa „Za wzorową pracę w służbie zdrowia” (1989)[2][3]
- Odznaka „Za zasługi dla województwa krośnieńskiego” (1986)[14][3]
- Odznaka „Zasłużony Bieszczadom” (1987)[3]
- Odznaka „Zasłużony dla Sanoka” (2008, 2012)[2][3]
- Złota odznaka „Przyjaciel Dziecka” (2009)[15]
- Nagroda Burmistrza Miasta Sanoka za rok 2008 (2009, w dziedzinie społecznej aktywności na rzecz miasta)[16][2][3]